# Instituto de Física de São Carlos da Universidade de São Paulo
O Instituto de Física de São Carlos da Universidade de São Paulo (IFSC) é uma unidade da Universidade de São Paulo, localizada no campus de São Carlos.

## História
A Escola de Engenharia de São Carlos (EESC) foi fundada em 1954, possuindo um Departamento de Física. Em 1971, com o advento da reforma universitária houve a criação do Instituto de Física e Química de São Carlos (IFQSC). O Instituto de Física de São Carlos (IFSC) foi criado em 1994, com a separação Instituto de Física e Química de São Carlos, surgindo na mesma oportunidade o Instituto de Química de São Carlos (IQSC).
O instituto faz parte do Centro de Divulgação Científica e Cultural (CDCC) da Universidade de São Paulo (USP)  criado em 1985 na cidade de São Carlos. O Centro colabora na formação de profissionais do ensino médio e fundamental na área das Ciências, assim como aproxima a comunidade a universidade através de atividades educativas.

## Graduação
O IFSC disponibiliza os seguintes cursos em seu programa de graduação:
- Ciências Exatas com habilitação em Física
- Ciências Exatas com habilitação em Matemática
- Ciências Exatas com habilitação em Química
- Ciências Físicas e Biomoleculares
- Ciências Físicas e Biomoleculares - ênfase tecnológica
- Física com habilitação em Óptica e Fotônica
- Física com habilitação Teórico - Experimental
- Física Computacional

## Pós-graduação
O Instituto de Física da USP de São Carlos disponibiliza programas pós-graduação, incluindo mestrado e doutorado.

## Pesquisa
O Instituto de Física de São Carlos possibilita o acesso a bolsas de estudo no Brasil e no exterior e o  desenvolvimento de pesquisa apoiadas pela Fundação de Amparo à Pesquisa do Estado de São Paulo (FAPESP). Até o início de 2021 já tinham sido realizados e publicados 857 trabalhos científicos, e outros 44 estavam em andamento. Foram concedidas até o mesmo período 1297 bolsas no Brasil e outras 136 em outros países.
O IFSC mantem parcerias com empresas disponibilizando seus laboratórios para pesquisas de desenvolvimento de produtos, sistemas e processos.